# صور (بيشة)
صور، إحدى مراكز محافظة بيشة إحدى محافظات المملكة العربية السعودية. تقع في جنوب غرب المحافظة على مسافة 30 كيلاً، ويقطنها 457 نسمة.